# Daniel Kuri
Daniel Lajud Martínez, noto anche come Daniel José Naim Kuri (Veracruz, 22 gennaio 1999), è un calciatore messicano naturalizzato libanese, attaccante del Roda JC e della nazionale libanese.

## Carriera

### Club
Ha giocato nella prima divisione messicana.

### Nazionale
Di origini libanesi, nel 2024 è stato convocato per la Coppa d'Asia.

## Statistiche

### Cronologia presenze e reti in nazionale
| Cronologia completa delle presenze e delle reti in nazionale ― Libano | Cronologia completa delle presenze e delle reti in nazionale ― Libano | Cronologia completa delle presenze e delle reti in nazionale ― Libano | Cronologia completa delle presenze e delle reti in nazionale ― Libano | Cronologia completa delle presenze e delle reti in nazionale ― Libano | Cronologia completa delle presenze e delle reti in nazionale ― Libano | Cronologia completa delle presenze e delle reti in nazionale ― Libano | Cronologia completa delle presenze e delle reti in nazionale ― Libano |
| Data                                                                  | Città                                                                 | In casa                                                               | Risultato                                                             | Ospiti                                                                | Competizione                                                          | Reti                                                                  | Note                                                                  |
| --------------------------------------------------------------------- | --------------------------------------------------------------------- | --------------------------------------------------------------------- | --------------------------------------------------------------------- | --------------------------------------------------------------------- | --------------------------------------------------------------------- | --------------------------------------------------------------------- | --------------------------------------------------------------------- |
| 19-11-2022                                                            | Dubai                                                                 | Kuwait                                                                | 2 – 0                                                                 | Libano                                                                | Amichevole                                                            | -                                                                     | 67’                                                                   |
| 30-12-2022                                                            | Dubai                                                                 | Emirati Arabi Uniti                                                   | 1 – 0                                                                 | Libano                                                                | Amichevole                                                            | -                                                                     | 81’                                                                   |
| 27-3-2023                                                             | Mascate                                                               | Oman                                                                  | 2 – 0                                                                 | Libano                                                                | Amichevole                                                            | -                                                                     | 67’                                                                   |
| 7-9-2023                                                              | Chiang Mai                                                            | Thailandia                                                            | 2 – 1                                                                 | Libano                                                                | King's Cup 2023 - Semifinale                                          | -                                                                     | 85’                                                                   |
| 28-12-2023                                                            | Tripoli                                                               | Libano                                                                | 2 – 1                                                                 | Giordania                                                             | Amichevole                                                            | -                                                                     | 65’                                                                   |
| 22-1-2024                                                             | Doha                                                                  | Tagikistan                                                            | 2 – 1                                                                 | Libano                                                                | Coppa d'Asia 2023 - 1º turno                                          | -                                                                     | 82’                                                                   |
| Totale                                                                |                                                                       | Presenze                                                              | 6                                                                     |                                                                       | Reti                                                                  | 0                                                                     |                                                                       |

## Palmarès

### Club

#### Competizioni nazionali
- Liga de Expansión MX: 1

Atlante: Apertura 2022